# Sambor II av Pommerellen
Sambor II, född 1206, död 1278 eller 1279, var hertig av Pommerellen i Polen. Han var gift med Mechtild av Mecklenburg och fick med henne dottern Margareta Sambiria (född 1230, död 1282). Någon gång under 1252 eller 1253 flyttades huvudstaden i hertigdömet från Lubiszewo till Tczew och på Sambors uppdrag började man där någon gång mellan 1252 och 1255 bygga ett slott. Det fick fyra flyglar och en mindre borggård samt omgavs av en försvarsmur och en vallgrav. Sambor gav även tillåtelse till att stadens första råd bildades 1258 och två år senare förlänade han också stadsprivilegium åt Tczew.